# Azeotrop

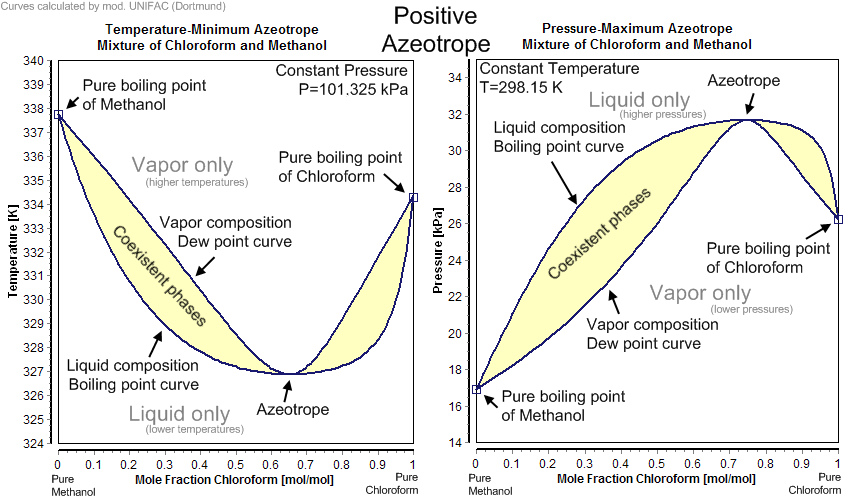
Azeotrop dodatni. Izobara i izoterma równowagi fazowej między cieczą i parą

Mieszanina azeotropowa (azeotrop) – ciekła mieszanina (roztwór) dwóch lub więcej związków chemicznych, która jest w równowadze termodynamicznej z parą nasyconą powstającą z tej mieszaniny. Skład pary i cieczy jest taki sam. Gdy mówimy o azeotropie w kontekście wykresu fazowego, parametry takie określamy nazwą punktu azeotropowego.
Proporcje molowe (stężenie) związków chemicznych obecnych w parze nasyconej, powstającej w trakcie parowania mieszaniny azeotropowej, są takie, jak w samej cieczy. Oznacza to, że po skropleniu pary znad mieszaniny azeotropowej uzyskuje się ciecz o takim samym składzie chemicznym, jak wyjściowa mieszanina, co uniemożliwia jej rozdzielenie przez destylację, a nawet rektyfikację.
Mieszaniny azeotropowe rozdziela się zazwyczaj przez ekstrakcję, sorpcję lub poprzez dodanie do układu jeszcze jednego związku chemicznego, który tworzy azeotrop z jednym ze składników wcześniejszej mieszaniny i umożliwia dzięki temu wydestylowanie potrzebnego składnika.
Klasycznym przykładem azeotropu jest spirytus rektyfikowany, czyli mieszanina wody z etanolem o stężeniu alkoholu (zależnie od temperatury i ciśnienia) od 95,5% do 97,5%. Aby uzyskać prawie czysty etanol, do azeotropu można dodać benzen i kontynuować rektyfikację. Pozwala to uzyskać roztwór etanolu zawierający około 99,8% alkoholu i niewielkie ilości benzenu. Obecnie, ze względu na toksyczność benzenu, tej metody już się nie stosuje. Zamiast niej stosowana jest destylacja pod ciśnieniem dwóch atmosfer, gdyż pod tym ciśnieniem etanol nie tworzy z wodą azeotropu.

## Azeotropia

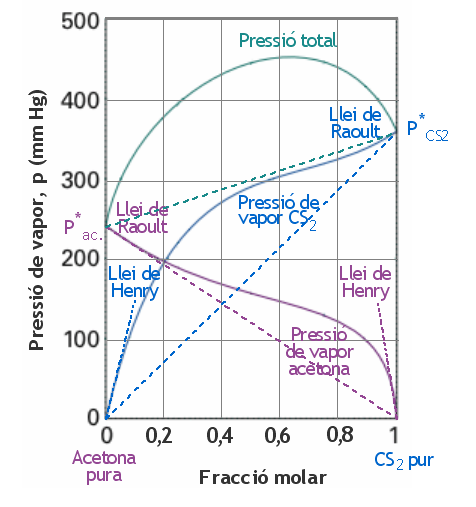
Azeotrop dodatni aceton–CS_{2}

Azeotropia zachodzi w sytuacji gdy roztwór rzeczywisty wykazuje znaczne odstępstwa od prawa Raoulta. 
W takim kontekście można podzielić azeotropię na:
- dodatnią - następuje duże dodatnie odstępstwo od prawa Raoulta, a całkowita prężność pary nad mieszaniną jest większa od prężności pary czystego, lotniejszego składnika dla danej temperatury. Powstaje azeotrop dodatni.
- ujemną - następuje duże ujemne odstępstwo od prawa Raoulta, a całkowita prężność pary nad mieszaniną jest mniejsza od prężności pary czystego, mniej lotnego składnika dla danej temperatury. Powstaje azeotrop ujemny.

Azeotropia dodatnia jest częstsza od azeotropii ujemnej. 
Przykładami azeotropii dodatniej są: woda-etanol, benzen-metanol, benzen-etanol, benzen-tetrachlorek węgla, metanol-tetrachlorek węgla.
Azeotropami ujemnymi są na przykład: aceton-chloroform, woda-kwas azotowy, woda-chlorowodór.
| Związek A   | Związek B           | tw A [°C] | tw B [°C] | tw azeotropu [°C] | %wag A | %wag B |
| woda        | etanol              | 100       | 78,3      | 78,15             | 5      | 95     |
| woda        | octan etylu         | 100       | 78        | 70                | 9      | 91     |
| woda        | kwas mrówkowy       | 100       | 100,7     | 107,3             | 23     | 77     |
| woda        | dioksan             | 100       | 101,3     | 87                | 20     | 80     |
| woda        | czterochlorek węgla | 100       | 77        | 66                | 4      | 96     |
| woda        | benzen              | 100       | 80,6      | 69,2              | 9      | 91     |
| woda        | toluen              | 100       | 110,6     | 84,1              | 20     | 80     |
| etanol      | octan etylu         | 78,3      | 78        | 72                | 30     | 70     |
| etanol      | benzen              | 78,3      | 80,6      | 68,2              | 32     | 68     |
| etanol      | chloroform          | 78,3      | 61,2      | 59,4              | 7      | 93     |
| etanol      | czterochlorek węgla | 78,3      | 77        | 64,9              | 16     | 84     |
| octan etylu | czterochlorek węgla | 78        | 77        | 75                | 43     | 57     |
| metanol     | czterochlorek węgla | 64,7      | 77        | 55,7              | 21     | 79     |
| metanol     | benzen              | 64,7      | 80,6      | 48,3              | 39     | 61     |
| chloroform  | aceton              | 61,2      | 56,4      | 64,7              | 80     | 20     |
| toluen      | kwas octowy         | 110,6     | 118,5     | 105,4             | 72     | 28     |